# Монастирська вулиця (Мелітополь)
Вулиця Монастирська — вулиця в Мелітополі. Починається від проспекту Богдана Хмельницького. Перетинає вулиці Грецьку, Пасова, Азовський провулок, вулицю Вакуленчука, провулки Зелений, Південний, Седовцев і Зелену вулицю. На перехресті з Річковим провулком переходить у вулицю Павла Сивицького.

## Історія
До революції північна частина нинішньої вулиці Монастирської і північна частина нинішнього проспекту Богдана Хмельницького утворювали одну вулицю, звану Межовий (так як вона проходила по межі, «межі» міста).
25 жовтня 1921 Межова вулиця була перейменована на честь поета Дем'яна Бєдного. 17 червня 1929 довжина вулиці Дем'яна Бєдного була встановлена від вулиці Фрунзе до вулиці Пасова. Тоді ж Шацевскій провулок, провулок Воровського та частина вулиці Великої (Кізіяр) були об'єднані у вулицю Воровського. Вулиця Дем'яна Бєдного була включена до складу вулиці Воровського в 1940-і роки.
14 травня 1954, до святкування 300-річчя возз'єднання України з Росією, північна частина вулиці Воровського (від вулиці Фрунзе до Якимівської вулиці) була виділена в проспект Богдана Хмельницького.
21 березня 2016 року розпорядженням т.в.о. голови Запорізької ОДА вулицю Воровського було перейменована на Монастирську.

## Інфраструктура
Велика частина протяжності вулиці покрита бруківкою. Стан дорожнього покриття незадовільний, особливо в районі монастиря.
До 1990-х років по вулиці проходили автобуси маршрутів № 4 і 5. В даний час маршрути міського транспорту по вулиці не проходять.

## Об'єкти

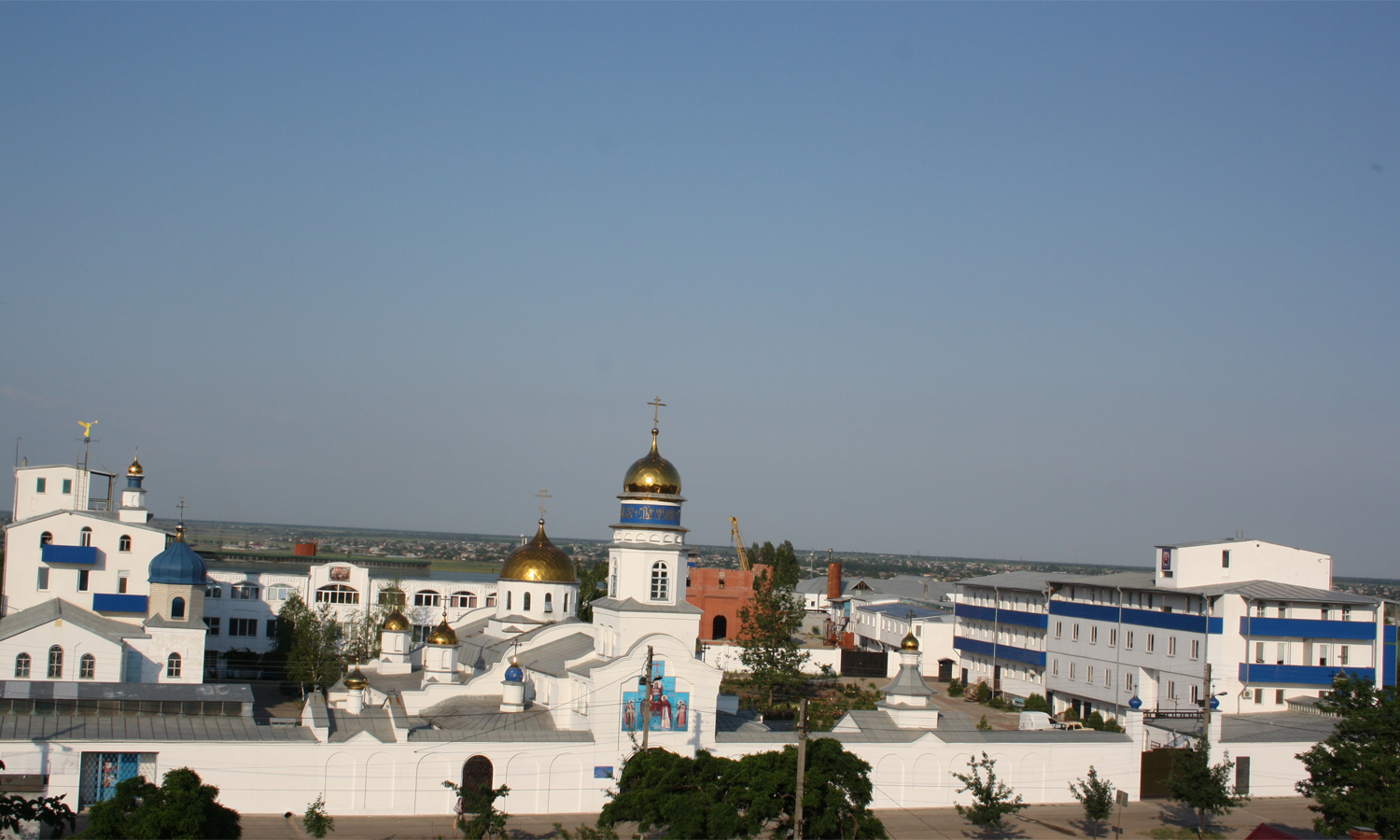
Монастир святого Савви Освященного

- Очне відділення міськлікарні. Наприкінці війни в будівлі працював найбільший в місті військовий госпіталь. Будівля клініки «Квалітет» на проспекті Богдана Хмельницького і сусідній з ним двоповерховий будинок також були зайняті госпіталем. У квітні 1945 року тут лікувалися 668 осіб, у тому числі 29 бійців чехословацького корпусу.
- Лікеро-горілчаний завод
- Монастир святого Савви Освященного
- Школа № 6